# 劉少康辦公室
劉少康辦公室存在於台灣戒嚴時期之間的1979年—1983年。其前身是「固國小組」，負責因應中國共產黨對台灣的統一戰線攻勢與謀略。
1979年1月，國防部總政治作戰部陸軍二級上將主任王昇在臺北市信義路黎明文化事業公司大樓成立劉少康辦公室，成員來自國家安全局、外交部、行政院新聞局、中國國民黨中央黨部下轄之大陸工作會、社會工作會、文化工作會等單位，勢力橫跨『黨』、『政』、『軍』、『特』，伸入台灣警備總司令部、國家安全局、法務部調查局。此時王昇權勢達到頂點，「王昇接班」的說法不脛而走，劉少康辦公室甚至被稱為「太上中常會」、中國國民黨「中央黨部的中央黨部」。
1983年5月，總統蔣經國以王昇「不知節制」為由，下令裁撤劉少康辦公室，免除王昇總政治作戰部主任一職，任調國防部三軍聯合作戰訓練部主任；同年10月，王昇出任駐巴拉圭大使，離開權力核心。